# Tullbergia ampla
Tullbergia ampla är en urinsektsart som beskrevs av Christiansen och Bellinger 1980. Tullbergia ampla ingår i släktet Tullbergia och familjen Tullbergiidae. Inga underarter finns listade i Catalogue of Life.